# Robert Büchler
Robert Jehoschua Büchler (* 1. Januar 1929 in Topoľčany, ČSR; † 14. August 2009 in Lahavot Haviva, Scharonebene, Israel) war ein slowakisch-israelischer Historiker, Friedensaktivist und Mitglied des Internationalen Komitees Buchenwald-Dora.

## Leben
Robert Büchler wurde als Sohn jüdischer Eltern 1929 in der westslowakischen Stadt Topoľčany geboren. 
1944 wurde er mit seiner Familie ins KZ Auschwitz gebracht. Mutter und Schwester sah er nach der Ankunft bei der Selektion zum letzten Mal. 
Am 23. Januar 1945 erreichte er nach einem Todesmarsch das KZ Buchenwald, wo er mit Hunderten anderen Kindern und Jugendlichen im Kinderblock 66 des „Kleinen Lagers“ untergebracht wurde. Kurz vor der Befreiung des Lagers wurde er auf einen weiteren Todesmarsch geschickt, auf dem er aber bei Eisenberg fliehen konnte. Er kehrte danach in seine westslowakische Heimat zurück. 
Von seiner Familie überlebten nur eine Tante und ein Onkel den Holocaust. 
1949 wanderte er nach Israel aus. Dort gründete er zusammen mit rund 100 anderen Überlebenden aus Konzentrationslagern den Kibbuz „Lahavot Haviva“. 
Nach dem Ende der Aufbauphase des Kibbuz studierte Büchler in Tel Aviv und Jerusalem Geschichte, Jüdische Zeitgeschichte und Judaistik. Anschließend arbeitete er vorwiegend im Moreshet Archive (www.moreshet.org) und widmete er sich der Erforschung und Dokumentation der Shoa. Er schrieb zahlreiche Aufsätze über seine Erlebnisse, verfasste Forschungsarbeiten über die Geschichte der europäischen Juden und arbeitete an den Dachauer Heften mit. 
Sein Lebenswerk ist die Geschichte des Kinderblocks 66 im KZ Buchenwald. Bereits Mitte der 1980er-Jahre trat er hierzu in Kontakt mit der Gedenkstätte Buchenwald, die der Geschichte „Kleinen Lagers“ jahrzehntelang wenig Beachtung geschenkt hatte. Bis zu seinem Lebensende recherchierte er weltweit nach ehemaligen Mithäftlingen und organisierte mehrere Treffen Überlebender in Israel.

## Ehrungen
- Verdienstorden des Freistaats Thüringen, verliehen am 8. April 2009 für herausragendes Engagement um Erinnerung und Aussöhnung.

„Mit seiner unbestechlichen Geradlinigkeit und seiner moralischen Autorität war Robert Büchler in vielen Teilen der Welt ein gefragter Gesprächspartner, Ratgeber und ein großes Vorbild. Sein lebenslanges Engagement und seine außergewöhnlichen Verdienste um Erinnerung und Aussöhnung haben Büchler die Achtung vieler Menschen eingetragen. Die Mitgliedschaft im Häftlingsbeirat der Stiftung Gedenkstätten Buchenwald und Mittelbau-Dora ist nur eines von vielen Beispielen seines Einsatzes für ein Wachhalten der Erinnerung im Geiste der Versöhnung.“